# ホセ・マリア・ベラスコ・イバラ
ホセ・マリーア・ベラスコ・イバラ（スペイン語: José María Velasco Ibarra、1893年3月19日 - 1979年3月30日）は、エクアドルの政治家。労働者や大衆の支持を集めたポピュリズム政治家であり、「我にバルコニーを与えよ。されば大統領たらん」という発言で知られるとおりの雄弁家で抜群の政権獲得能力を示して、1934年から1935年、1944年から1947年、1952年から1956年、1960年から1961年、そして1968年から1972年の生涯に5度エクアドルの大統領に就任したが、その政権を任期満了までつとめられたのは1952年から56年の1期だけで、残りの4期はすべて彼の失政に耐えかねた軍によって政権を追われている。国内にいるよりも外国で亡命生活を送った時期のほうが長いため、「偉大なる不在者」とも呼ばれた。

## 前半生
ベラスコ・イバーラは1893年3月19日、首都キトにて土木技師の息子として生まれた。彼は小学校に通わず、代わりに彼の母によって教育を受けた。16歳の時に父が死ぬとサン・ガブリエル高校へと進学し、さらにエクアドル中央大学に進学して法解釈学の分野で博士号を取得し、パリ大学に留学した。彼はConciencia y Barbarieなど何冊かの本を書き、エル・コメルシオ紙に記事を書いていた。彼の最初の公職はキト市役所での職務（síndico municipal）であった。彼の政治人生は、1932年共和国議員（Diputado de la República）に任命されたことで始まった。そして短期間に共和国議会副議長に任命、そしてそのわずか10数日後には共和国議会議長に就任した。

## 第1次政権
1933年、40歳の時に彼は保守党から大統領選挙へと立候補し、エクアドル史上最も高い80％の得票率で勝利して、1934年9月1日に大統領に就任した。彼はペルーなど各国を歴訪してエクアドルのイメージ回復につとめたが、1935年8月には軍のクーデターによってその座を追われ、コロンビアへと亡命した。彼はコロンビアで最高の学校と呼ばれたセビリアのサンタンデル学校で講義し、やがてアルゼンチンのブエノスアイレスへと移動してそこで大学教授となった。

## 第2次政権
彼は1939年の選挙に再び立候補したが、僅差で自由急進党のカルロス・アルベルト・アロヨデル・リオに敗れ去った。アロヨデル・リオにはベラスコ・イバーラの人気も支持基盤も欠けていたため、この選挙は不正がおこなわれたとみなされた。ベラスコ・イバーラはこれに対しサリナス空軍基地を襲撃するクーデター計画を立てたが事前に計画は漏れ、ベラスコ・イバーラは再び亡命を余儀なくされた。
アロヨ政権時代にはアマゾン地方の帰属をめぐってペルーとの間に戦端が開かれる（エクアドル・ペルー戦争 (1941年-1942年)）も、この戦争にエクアドルは敗北して広大な領土を失った。これに市民は不満を持ち、ベラスコ・イバーラも亡命先のコロンビアからこの紛争の講和条約であるリオデジャネイロ議定書に反対を表明した。1944年5月28日、エクアドルで「名誉革命」と呼ばれたクーデターが起こり、彼は復権して帰国し共和国の指導者となり、立憲議会によって大統領に任命された。彼はエクアドル民主同盟を創設して社会党や共産党といった左派勢力と協調体制をとったが、左派の提出した憲法を否決して1946年に保守的憲法を採択し、1947年8月には閣内の陸海空の三国防相がクーデターを起こしてカルロス・マンチェノ・ボックスを政権の座に着け、ベラスコ・イバーラはまたも追放され、亡命を余儀なくされた。

## 第3次政権
1952年、帰国した彼は大統領選挙に立候補し、当選して1952年9月1日に3度目の政権を取った。この第3次政権時にはベラスコ・イバーラに大きな失点は無く、エクアドルにとっての進歩の時代となった。特に教育とインフラ建設分野において大きな進歩があり、在任中に学校311校が建設され、104校が新しく着工された。また、道路も1359kmが建設され、1057kmが改修された。また、前政権から続く外資導入による経済建設を継続し、バナナがこの時期からエクアドルの主要輸出品となった。エクアドルの大統領は任期4年の連続再選不可であるため、1956年8月31日、彼は任期を満了してカミロ・ポンセ・エンリケスに政権を譲り渡した。

## 第4次政権
1960年、ベラスコ・イバーラは立候補して当選し、1960年9月1日に4度目の政権の座に着いた。当選すると彼は就任演説でリオデジャネイロ議定書の廃棄を通告し、また公共投資による経済成長を図った。しかし、バナナの価格低下とともにエクアドルの通貨は暴落し、過剰な公共投資はインフレを招いて、1961年11月7日には軍によるクーデターが起き、ベラスコ・イバーラは3度目の亡命でアルゼンチンに向かった。彼の政権は副大統領カルロス・フリオ・アルセメナが継いだ。

## 第5次政権
1968年、亡命していたベラスコ・イバーラは帰国し、大統領選挙で5度目の当選を果たして1968年9月1日に大統領に就任した。しかし経済は好転しておらず、1970年6月22日に財政危機が起きると彼は1967年に制定された憲法を停止して議会を解散させ、独裁者となった。1971年には民政移管を決め、1972年に選挙が行われることになったが、新議会でのポプリスモの優勢を危惧した軍がギリエルモ・ロドリゲス・ララ将軍を立てて4たびクーデターを起こし、1972年2月15日にベラスコ・イバラは失脚。パナマを経てベネズエラへと亡命した。
その後、1977年に民政移管が行われるとまたも出馬要請があったが、高齢のため引退を決意。1979年3月30日、キトにて86歳で死亡した。

## 政治スタイル
ベラスコ・イバーラの人気の本質は弁舌であり、演説や選挙運動などでのパフォーマンスで大衆を魅了し勢力を拡大した。また、公共事業やインフラストラクチャー整備を熱心に行い、これが高い支持の一端につながったが、一方で根本的な改革をおこなわず、また政権も常に不安定で、軍部の介入を招く結果となった。彼は個人の人気で勝負するタイプの政治家で、政党組織の整備や組織化をおこなわなかった。政見もその時々によって変化し、大衆に迎合する以外は一貫した政策がみられない。典型的なポプリスモ政治家とされる。